# Naoki Miyata
Naoki Miyata (宮田 直樹 Miyata Naoki?, nacido el 6 de noviembre de 1987 en Matsumoto, Nagano) es un futbolista japonés que se desempeña como centrocampista.

## Trayectoria

### Clubes
| Club                | País  | Año         |
| ------------------- | ----- | ----------- |
| Fagiano Okayama     | Japón | 2010 - 2015 |
| Matsumoto Yamaga FC | Japón | 2011        |
| Azul Claro Numazu   | Japón | 2016        |
| Tegevajaro Miyazaki | Japón | 2017 -      |

## Estadística de carrera

### J. League
| Club            | Año   | J. League | J. League | Copa J. League | Copa J. League | Total | Total |
| Club            | Año   | Part.     | Goles     | Part.          | Goles          | Part. | Goles |
| --------------- | ----- | --------- | --------- | -------------- | -------------- | ----- | ----- |
| Fagiano Okayama | 2010  | 3         | 0         | -              | -              | 3     | 0     |
| Fagiano Okayama | 2012  | 0         | 0         | -              | -              | 0     | 0     |
| Fagiano Okayama | 2013  | 0         | 0         | -              | -              | 0     | 0     |
| Fagiano Okayama | 2014  | 0         | 0         | -              | -              | 0     | 0     |
| Fagiano Okayama | 2015  | 0         | 0         | -              | -              | 0     | 0     |
| Total           | Total | 3         | 0         | 0              | 0              | 3     | 0     |